# Département protection sécurité
Pour les articles homonymes, voir DPS.

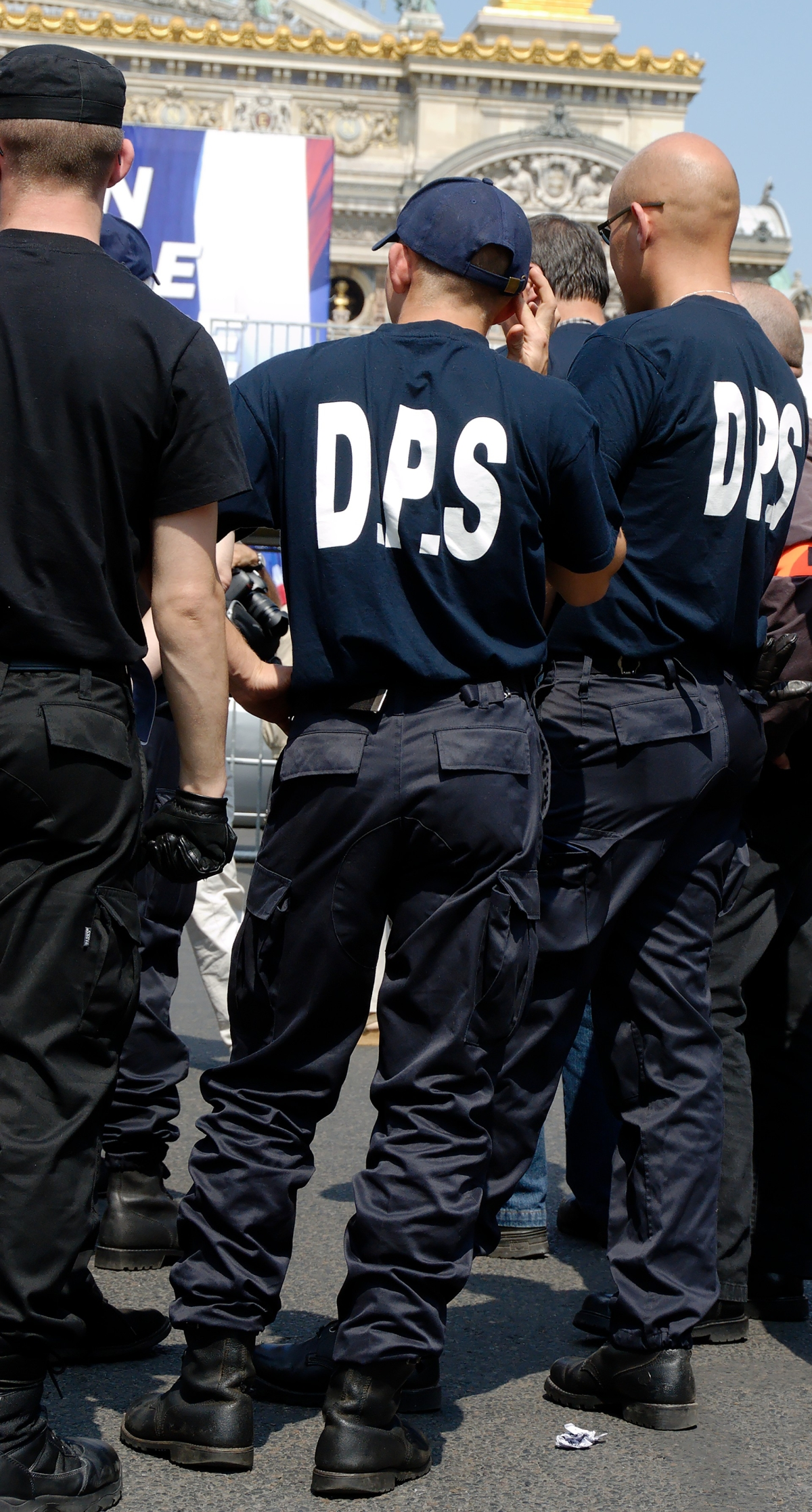
Membres du DPS surveillant la fin du défilé du parti en l'honneur de Jeanne d'Arc, le 1er mai 2007 à Paris.

Le Département protection sécurité (DPS) est le service d'ordre du Rassemblement national (ex-Front national). Il fait également office de service de renseignement interne.
Le DPS a été créé en 1985 et fait suite au service d'ordre « DOM » (direction et organisation des meetings) créé et dirigé par Roger Holeindre. Son premier directeur national (1985 à 1993) est le capitaine Jean Fort, ancien de l'OAS, qui prend pour l'occasion le pseudonyme de « colonel Jeanbart ».

## Mission
La mission du DPS est, comme la plupart des services d'ordre, la protection physique des dirigeants du Rassemblement national et la surveillance des manifestations ou meetings du parti. Une des caractéristiques du DPS par rapport aux autres services de sécurité de partis politiques est son caractère quasi militaire,, aussi bien dans l'origine de beaucoup de ses membres (anciens militaires, policiers ou vigiles) que dans son équipement (casques et uniformes proches ou similaires à ceux équipant les brigades mobiles de forces publiques)[réf. nécessaire]. 
Il est actuellement[Quand ?] dirigé par le directeur national du DPS, nommé par le président du Rassemblement national.
En décembre 1998, dans le contexte de la scission mégrétiste, Jean-Marie Le Pen remplace Bernard Courcelle, le chef du DPS (Département protection sécurité), qu’il soupçonne de trahison, par des hommes de confiance, venus de toute la France.
Parallèlement à son travail de service d'ordre, selon une enquête parlementaire de 1999, le DPS servirait officieusement de service de renseignement interne du Rassemblement National au même titre que les Renseignements généraux pour l'État français : « Cette fonction serait assurée tant par l’intermédiaire de son directeur national qu’au travers ses échelons locaux, souvent perçus comme des « commissaires politiques » chargés d’informer le président sur la vie interne du mouvement et les éventuelles turpitudes des uns ou des autres ».
Sous la présidence de Marine Le Pen, il est parfois remplacé par la société de sécurité d'Axel Loustau (« Vendôme » puis « Colisée »), ancien militant du Groupe union défense (GUD) proche de la présidente du RN, élu conseiller régional pour le département des Hauts-de-Seine en 2015.

## Actions controversées
Selon un rapport parlementaire concernant le DPS établi en 1999, le DPS serait « à l'origine de trop nombreux incidents ». L'opposition dénonce une « commission d'enquête alibi ».
La question de la dissolution a été posée par la commission d'enquête parlementaire de 1999 sur la base de la loi du 10 janvier 1936 sur les groupes de combat et milices privées. Celle-ci n'a pas été retenue[réf. nécessaire] en raison de la scission du Front national, qui avait largement affaibli l'organisation, et du départ de son dirigeant de l'époque, Bernard Courcelle.